# 2844 Гесс
2844 Гесс (2844 Hess) — астероїд головного поясу, відкритий 3 травня 1981 року.
Тіссеранів параметр щодо Юпітера — 3,629.